# النماذج الحيوانية للسكتة الدماغية الإقفارية
النماذج الحبوانية للسكتة الدماغية الإقفارية هي مجموعة من الإجراءات المحرضة لحالة نقص التروية الدماغية. يهدف هذا إلى دراسة العمليات الأساسية أو التداخلات العلاجية المحتملة لهذا المرض، بالإضافة إلى توسيع المعرفة الفيزيولوجية المرضية و/أو تحسين العلاجات الطبية المتعلقة بالسكتة الدماغية الإقفارية لدى الإنسان. تتميز السكتة الدماغية الإقفارية بفيزيولوجيتها المرضية المعقدة التي تنطوي على تداخل عمل مجموعة من الخلايا والأنسجة المختلفة مثل العصبونات، وخلايا الدبق العصبي، والبطانة وجهاز المناعة. من غير الممكن حتى الآن محاكاة هذه الأحداث بشكل مرض في المختبر. لذلك، يميل جزء كبير من الدراسات المتعلقة بالسكتة الدماغية إلى تطبيق الأبحاث على الحيوانات.

## لمحة عامة
من المعروف حاليًا إمكانية تحريض السكتة الدماغية في العديد من النماذج الحيوانية العائدة إلى أنواع مختلفة. تتميز النماذج الإقفارية العالمية، الكاملة وغير الكاملة على حد سواء، بسهولة إجرائها. مع ذلك، تُعد هذه النماذج أقل صلة مباشرة بالسكتة الدماغية لدى الإنسان مقارنة بنماذج السكتة البؤرية، إذ لا يمكن اعتبار حالة الإقفار العالمية سمة مشتركة للسكتة الدماغية البشرية. مع ذلك، يبقى الإقفار العالمي ذا صلة هامة أيضًا ضمن أوضاع عديدة، على سبيل المثال، في تلف الدماغ العالمي بنقص الأكسجين الناجم عن السكتة القلبية. يوجد أيضًا اختلاف بين الأنواع في قابليتها للإصابة بأنواع الأقفار العديدة. تشمل الأمثلة على ذلك حيوان العضلان. لا يمتلك هذا الحيوان للدائرة الشريانية الدماغية ويمكن تحريض السكتة الدماغية عن طريق انسداد الشريان السباتي الأصلي لوحده.

## نماذج الإقفار ناقص التأكسج
وصف ليفين للمرة الأولى أحد أبرز النماذج الحيوانية للإقفار ناقص التأكسج وأكثرها شيوعًا في عام 1960 ليخضع هذا النموذج للتنقيح في وقت لاحق بواسطة رايس وآخرين في عام 1981. تبرز أهمية هذا النهج في دراسة الإقفار ناقص التأكسج في الدماغ النامي، نظرًا إلى استخدام صغار الجرذان حديثة الولادة في هذا النموذج. باختصار، تخضع صغار الجرذان التي تبلغ 7 أيام من العمر لعملية ربط دائمة أحادية الجانب للشريان السباتي مع تعرض لاحق للبيئة ناقصة التأكسج (أكسجين 8%) لمدة 3 ساعات. يؤدي هذا النموذج إلى حدوث احتشاء من جانب واحد في نصف الكرة المخية من نفس الجانب لعملية الربط، نظرًا إلى اعتبار حالة نقص التأكسج وحدها بمثابة العتبة الأدنى للإصابة في هذا العمر. عادة ما تتوضع منطقة الإصابة في المناطق المحيطة بالبطين في الدماغ، وعلى وجه الخصوص المناطق القشرية والحصينية.

## نماذج الإقفار البؤري
يمكن تقسيمها إلى عدد من التقنيات بما في ذلك إعادة تروية النسيج الإقفاري (الإقفار الدماغي البؤري العابر) والنماذج غير المشتملة على إعادة التروية (الإقفار الدماغي البؤري الدائم). أمكن النجاح في وضع كل من النماذج التالية:
- تضيق الشرايين والأوردة المتحرض بواسطة الإندوثيلين – 1
- انسداد الشريان الدماغي الأوسط (إم سي إيه أو)
- حج القحف مع تجنب «إم سي إيه أو»
- انسداد الشريان الدماغي الأوسط الصمّي
- انسداد الشريان الدماغي الأوسط الخيطي داخل الوعائي (العابر أو الدائم)
- حج القحف المنطوي على «إم سي إيه أو»
- انسداد الشريان الدماغي الأوسط الدائم عبر الجمجمة
- انسداد الشريان الدماغي الأوسط العابر عبر الجمجمة
- تلف النسج المباشر
- التخثر الضوئي